# 月刊マイコン
『月刊マイコン』は、電波新聞社により1977年8月から1995年4月まで発行された、パソコン雑誌である。なお、月刊となったのは1977年12月号からで、1977年8月号、10月号、12月号の間は隔月刊であった。
パソコンが「マイコン」と呼ばれていた当時において、日本のマイコン雑誌の中で創刊時期が最も早いものの一つである。1980年前後、『I/O』『月刊アスキー』『RAM』とともに4大雑誌と呼ばれた。そのうちでは最も地味で広告が多いことからカタログ誌として重宝する向きもあったが、分厚く持ち運びにくかった。『I/O』の方が厚くなるのは後年の話である。
創刊号の発行部数は1万部だったが、1978年時点では実売で2万6000部を記録している。
特徴としては読者コーナー「マイコンポスト」の面白さが他誌に勝っていた点にある。このコーナーでは編集長、編一、編二、編三（関西弁でオチ担当）、マイコン博士がかけあい漫才形式で読者からの投稿・質問に答えていた。かけあい形式の読者参加コーナーというコンセプトは、同社の兄貴分の雑誌でエレクトロニクス誌の『ラジオの製作』（略称『ラ製』）にも見られ、本誌の兄弟誌のプログラミング誌『マイコンBASICマガジン』（通称『ベーマガ』、最初は『ラ製』の別冊）にも受け継がれた。
1984年頃からは『ベーマガ』の人気が上昇し、『ベーマガ』が「電波新聞社のパソコン雑誌」を代表する形になった。プログラムリストとゲーム系記事で他誌と異なる独自の位置付けを築くのに成功した『ベーマガ』に対し、『月刊マイコン』は競合誌である『I/O』『アスキー』と比べて記事面での特徴に乏しかった。1980年代後半からは「マイコンポスト」の延長線上で、多部田俊雄など同人サークル系のライターが娯楽系ページを担当し、読者投稿誌の色合いを強めている。また、村田蓮爾が最初期に執筆した商業誌でもある。
1990年代に入ってもジリ貧傾向は跳ね返せず、1992年9月号より誌面サイズをB5から『月刊アスキー』と同じA4に大型化し、題名を「My Computer Magazine」と変更するも力及ばず、休刊となった。

## 関連人物
- 多部田俊雄
- 松田浩二
- 浅美裕子
- 森巧尚
- FURU
- 猪野清秀
- 村田蓮爾